# Zona Sudoeste de São Paulo
Dá-se o nome de Zona Sudoeste de São Paulo ou vetor Sudoeste à macro-zona do município de São Paulo formada pelas zonas Oeste e Centro-Sul.
Constitui-se na área de maior dinamismo econômico do município e com maior infra-estrutura. Na região encontram-se importantes avenidas como a Engenheiro Luís Carlos Berrini, Av. João Dias, Estrada do M'Boi Mirim, Avenida Santo Amaro, Estrada de Itapecerica e Av. Vereador José Diniz.
Na região localizam-se também vários bairros nobres com suas belas e modernas arquiteturas como Santo Amaro, Itaim Bibi, Vila Olímpia, Brooklin.
Pode-se destacar importantes monumentos e locais como a Estátua do Borba Gato, Morumbi Shopping, Ponte Estaiada, Complexo de Eventos Transamérica, Centro Empresarial de São Paulo (CENESP), Citibank Hall SP (Credicard Hall), TV Globo São Paulo, entre muitos outros.
Apesar de ser em sua maioria nobre, a região também possui sua parte periférica e abriga bairros como Jardim Ângela, Jardim São Luís, Paraisópolis, Capão Redondo entre outros.

## Sub-Região Sudoeste da Grande São Paulo
Com a Lei Complementar nº 1.139, de 16 de junho de 2011, aprovada pela Assembléia Legislativa do Estado de São Paulo, e, consequentemente, com o Plano de Desenvolvimento Urbano Integrado da Região Metropolitana de São Paulo (PDUI), os municípios da Região Metropolitana de São Paulo também passaram a ser zoneadas de acordo com as sub-regiões da capital.
Desta forma os municípios de Cotia, Embu das Artes, Embu-Guaçu, Itapecerica da Serra, Juquitiba, São Lourenço da Serra, Taboão da Serra e Vargem Grande Paulista, juntamente com os bairros da Zona Sudoeste do município de São Paulo passam a formar a Zona Sudoeste da Grande São Paulo.

## Distritos e bairros da Zona Sudoeste de São Paulo
- Santo Amaro
- Itaim Bibi
- Jardim São Luís
- Vila Andrade
- Campo Limpo
- Capão Redondo
- Jardim Ângela
- Morumbi (porção sul)